# Giro dell'Emilia 1934
Il Giro dell'Emilia 1934, ventunesima edizione della corsa, si svolse il 23 settembre 1934 su un percorso di 185 km con partenza e arrivo a Bologna. Organizzato dal Velo Sport Reno, fu vinto dall'italiano Marco Cimatti, che completò il percorso in 5h35'23" precedendo i connazionali Romeo Rossi e Mario Simoni.

## Ordine d'arrivo (Top 10)
| Pos. | Corridore           | Squadra          | Tempo    |
| ---- | ------------------- | ---------------- | -------- |
| 1    | Marco Cimatti       | S.C. Pasquali    | 5h35'23" |
| 2    | Romeo Rossi         | A.C. Pratese     | s.t.     |
| 3    | Mario Simoni        | Pol. Casalecchio | s.t.     |
| 4    | Clemente Pretti     | Dop. Crevalcore  | a 8'29"  |
| 5    | Novello Bergonzoni  | V.S. Reno        | s.t.     |
| 6    | Walter Generati     | Dop. Crevalcore  | s.t.     |
| 7    | Elio Bavutti        | U.C. Modenese    | s.t.     |
| 8    | Vladimiro Lazzarini | V.S. Reno        | a 15'33" |
| 9    | Adolfo Aldrighetti  | S.C. Vicenza     | s.t.     |
| 10   | Aldo Pellacani      | Dop. Crevalcore  | s.t.     |